# Reserva natural de Stanychno-Lugansk
La reserva natural de Stanychno-Lugansk (en ucraniano: Станично-Луганський заповідник) es una reserva natural protegida de Ucrania que cubre una parte de la margen izquierda de la llanura aluvial del río Donets. La reserva se encuentra a unos 30 km al norte de Lugansk, cerca de la ciudad de Stanitsa Lugánskaya en el distrito administrativo (raión) de Sverdlovsk en el óblast de Lugansk.

## Topografía
El sitio está apartado del propio río Donets, en la terraza que sostiene una franja de lagos de inundación a unos 50 metros sobre el nivel del mar. En la década de 1990, los lagos en el centro de la reserva estaban frecuentemente conectados al río por inundaciones. Los suelos son chernozem (suelos negros) en 15 a 20 metros de aluvión y rocas calizas.

## Clima y ecorregión
La designación climática oficial para el área de la reserva es Clima continental húmedo, con veranos cálidos (clasificación climática de Köppen (Dfb)). Este clima se caracteriza por grandes diferencias estacionales de temperatura y un verano cálido (al menos cuatro meses con un promedio de más de 10 °C, pero ningún mes con un promedio de más de 22 °C. La temperatura promedio en enero es de -9 °C y 21 °C en julio. La precipitación anual varía entre 250 y 400 mm por año.
La reserva está localizada en la ecorregión de la estepa póntica, una ecorregión que cubre una amplia extensión de pastizales que se extiende desde la costa norte del Mar Negro hasta el oeste de Kazajistán.

## Flora y fauna
La reserva está cubierta principalmente por bosques caducifolios (70 %), praderas esteparias y lagos de llanura aluvial. Las regiones arenosas más bajas cerca del río presentan pequeños bosques de sauces y álamos; en la terraza fublial hay bosques de robles.
La flora de la reserva consta de 745 especies de plantas vasculares, 131 especies de algas verdes. Hay 266 tipos de hongos. Además en la reserva se puede encontrar diez especies de plantas que figuran en el Libro Rojo de Especies en Peligro de Extinción de Ucrania. Entre ellos se encuentran la milenrama de flores pequeñas, el pasto de trigo de Lavrenko, el buey de Popov, la aspérula fragante, el clavel extendido, el lino de sapo dulce, el pasto de trigo, etc. Desde la década de 1970 se han estado llevado a cabo investigaciones botánicas.
La fauna en la reserva consta de 49 especies de mamíferos, 169 especies de aves, 6 especies de reptiles, 5 especies de anfibios, 29 especies de peces. Muchos figuran en el Libro Rojo de Ucrania, como por ejemplo el desmán almizclado.

## Uso público
Como reserva natural estricta, el objetivo principal de Stanichno-Luhansk es la protección de la naturaleza y el estudio científico. El acceso público es limitado: las actividades turísticas masivas y la construcción de instalaciones están prohibidas, al igual que la caza y la pesca.